# Timothy Ferriss

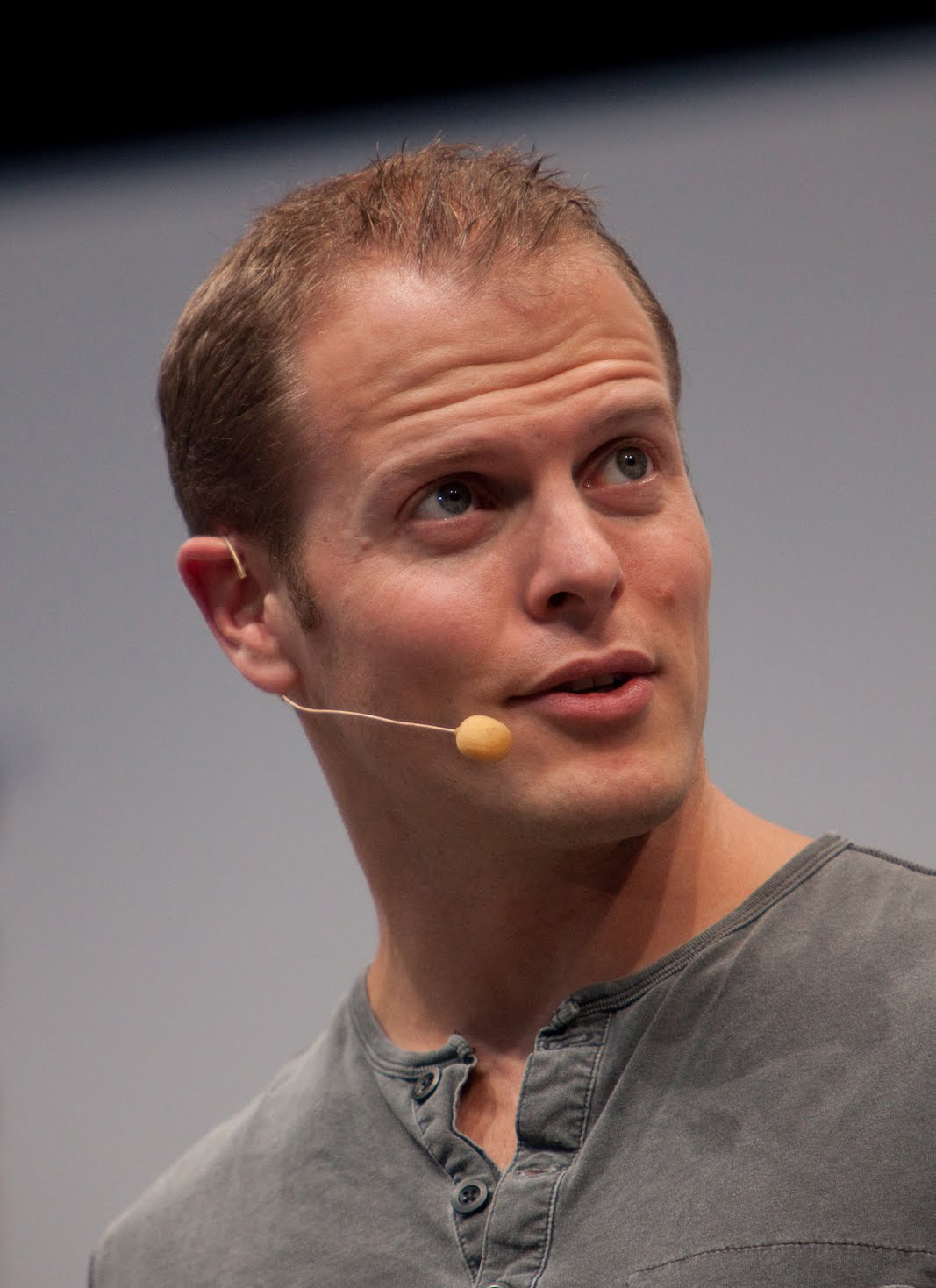
Timothy Ferriss

Timothy Ferriss je americký spisovatel, autor bestsellerů o osobním rozvoji, podnikatel, investor a speaker. V roce 2007 vydal knihu „The 4-Hour Workweek: Escape 9-5, Live Anywhere, and Join the New Rich“, v češtině vyšla v roce 2010 pod názvem „Čtyřhodinový pracovní týden: Nemarněte celé dny v práci, žijte kdekoli a staňte se novým bohatým“ (vydalo nakladatelství Jan Melvil Publishing).
Tato kniha se krátce po svém vydání stala bestsellerem a vyšplhala se na první místo v žebříčku nejlépe prodávaných knih, který sestavuje New York Times, Wall Street Journal nebo BusinessWeek, a autora katapultovala mezi americké celebrity.
K tomuto dílu se brzy přidaly i další úspěšné knihy s tématem „čtyřhodinovky“, jako je „Čtyřhodinové tělo“ nebo „Čtyřhodinový šéfkuchař“. V roce 2016 Ferriss vydal knihu „Tools of Titans“, která vyšla česky v roce 2017 pod názvem „Nástroje titánů: Návyky a taktiky výjimečných osobností, miliardářů a světových ikon.“ Zatím poslední novinkou (2017) z pera tohoto autora je kniha „Tribe of mentors: Short Life Advice From the Best in the World“. Tato publikace obsahuje krátké taktické rady od světově nejznámějších úspěšných podnikatelů, sportovců, investorů, umělců nebo hráčů pokeru.
Timothy Ferriss aktuálně působí také jako investor a poradce předních společností, mezi jinými je to Facebook, Twitter, StumbleUpon, Evernote nebo Uber.
Zároveň je autorem blogu, který magazín Inc. Magazine's zařadil mezi 19 blogů, které stojí za pozornost. Blog byl také označen za jedničku mezi top 150 blogy zaměřenými na management a leadership. Toto hodnocení je založené na ukazatelích, jako je Google PageRank, Alexa traffic ranking nebo PostRank.

## Kariéra
Timothy Ferriss se narodil 20. července 1977 v USA, vyrůstal v East Hamptonu, New York, a absolvoval neurovědy a východoasijská studia na prestižní Princeton University. Nějakou dobu žil v kalifornském San José, kde provozoval společnost BrainQUICKEN specializovanou na on-line prodej nutričních doplňků pro sportovce, kterou v roce 2009 prodal. Byl také poradcem profesionálních atletů a olympioniků. Nyní střídavě bydlí na různých místech planety a působí především jako investor internetových projektů, má podíl např. v Twitteru či Posterous. Od roku 2003 rovněž externě přednáší na Princetonské univerzitě o moderním podnikání jako nástroji ideálního životního stylu a v souvislosti s moderními technologiemi. Jinak se oddává různým formám zábavy – argentinskému tangu, čínskému kickboxu, irskému hurlingu, japonské lukostřelbě jabusame, breakdance na Tchaj-wanu, zahrál si také v populárních televizních seriálech v Číně a Hongkongu.
Vedle umístění na prvních příčkách knižních žebříčků má Ferriss na svém kontě i jiná prvenství: V roce 2006 se spolu s argentinskou tanečnicí Alicií Monti stal jako první Američan držitelem světového rekordu v tangu (konkrétně v rotaci – počtem 37 za sebou jdoucích otáček za minutu), a zapsal se tak do Guinnessovy knihy rekordů. Ještě dříve (1999) byl uznán vítězem v národním šampionátu v čínském kickboxu, když se mu po odhalení skulin v pravidlech zápasu podařilo s pomocí dehydratačních postupů (jimž nyní učí elitní vzpěrače!) utkat se s protivníky nižší váhové kategorie a donutit je k technické chybě. To co jedni pokládají za neetické, Ferriss hodnotí jako snahu dělat v rámci pravidel to, co není běžné a obvyklé. Je to jeden z řady Ferrissových postojů, které vyvolávají kontroverzi v USA i u nás.
V roce 2008 udělil časopis Wired Ferrissovi cenu „Nejlepšího propagátora sebe sama“ a časopis Fast Company jej zařadil mezi nejinovativnější obchodníky roku 2007. Aspen Institute, americká nezisková vzdělávací organizace, jej roku 2009 zahrnula mezi partnery programu Henryho Crowna, který vyhledává nové vůdčí osobnosti a usiluje o jejich angažování ve prospěch společenských změn. Ferriss mluví šesti jazyky. Připravuje novou knihu, tentokrát o mimořádně účinných metodách hubnutí a posilování.
V roce 2010 navázal Ferris na svůj literární úspěch a vydal komerčně velmi úspěšnou knihu „The 4-Hour Body: An Uncommon Guide to Rapid Fat-loss, Incredible Sex, and Becoming Superhuman“, v češtině „Čtyřhodinové tělo: Neobvyklá cesta ke zhubnutí, zlepšení sexu a vůbec k celkové proměně v superčlověka“ (Jan Melvil Publishing, 2011). Následovaly další publikace, jako je „Čtyřhodinový šéfkuchař: Snadná cesta k tomu, abyste vařili jako profíci, naučili se cokoliv a dobře se vám žilo“ nebo „Nástroje titánů: Návyky a taktiky výjimečných osobností, miliardářů a světových ikon“. Toto je zatím poslední kniha Timothyho Ferrisse, která vyšla česky.

## Čtyřhodinový pracovní týden
V Čtyřhodinovém pracovním týdnu shrnuje Ferriss podstatu toho, co nazývá „lifestyle design“. Jeho základem je maximální efektivnost práce a minidůchody v produktivním věku. Podle Ferrisse se systém „otroč → šetři → odpočívej“, kdy člověk v mládí po celé dny dře a vlastní život jakoby odkládá na důchod, evidentně přežil. Luxusní životní styl, ještě před dvaceti lety vyhrazený jen milionářům, je podle něj dnes dostupný každému – a rychle rostoucí subkultura „nových bohatých“ to jen dokazuje.
Ferriss staví na tom, že nejméně 50 % práce lze eliminovat aplikací několika pravidel a triků: především Paretova principu, Parkinsonových zákonů, outsourcingu či selektivní ignorace včetně omezeného použití komunikačních nástrojů: emailu, telefonu. Ferriss doporučuje najímat si k pracovním, ale i soukromým účelům tzv. virtuální asistenty především z rozvojových zemí, jako je Indie. Větší svobodu přináší také práce z domova a vzdálený management, díky nimž lze zároveň aplikovat životní styl s minidůchody, i když jste zaměstnancem firmy a nepodnikáte. K vylepšení finanční situace Ferriss doporučuje zajistit si stálý příjem peněz z chytrého drobného podnikání, které vyžaduje jen minimum pozornosti. Čtyřhodinový pracovní týden obsahuje i řadu tipů pro minimalizaci životních nákladů, například jak zdarma bydlet kdekoli na světě a létat za 50–20 % běžné ceny.
Ferrissovo poselství zní: „Viděl jsem zaslíbenou zemi a mám pro vás dobrou zprávu. Můžete v ní žít i vy.“

## Čtyřhodinové tělo
Timothy Ferris v této knize z roku 2010 uplatňuje stejnou filozofii jako ve své prvotině Čtyřhodinový pracovní týden. S minimem úsilí se snaží dosáhnout nejlepších výsledků.
Podtitul knihy zní „Neobvyklá cesta ke zhubnutí, zlepšení sexu a vůbec k proměně v superčlověka“.
Tento ucelený kompilát vědeckých metod spojených s Ferrisovými originálními postřehy a cvičebními postupy není jen další knihou o životosprávě a tělesné kondici. Autor seznamuje čtenáře s osvědčenými praktikami špičkových sportovců i lékařů, které sám na sobě vyzkoušel a upravil. Zaměřuje se nejen na zvýšení sportovních výkonů, ale také na hubnutí, životosprávu, nebo na to, jak ženě pomoci k silnému orgasmu, jak zlepšit spánek či spát méně a být stále svěží.
Kolem knihy se vytvořila silná komunita fanoušků, kteří si vyměňují rady a tipy na internetovém fóru „4 Hour People“.
Knihu vydalo v roce 2011 nakladatelství Jan Melvil Publishing.

## Čtyřhodinový šéfkuchař
Třetí kniha Timothyho Ferrisse z roku 2012 nese název „Čtyřhodinový šéfkuchař: Snadná cesta k tomu, abyste vařili jako profíci, naučili se cokoliv a dobře se vám žilo“ a doplňuje řadu „čtyřhodinovek“. V originále vyšla jako „The 4-Hour Chef: The Simple Path to Cooking Like a Pro, Learning Anything, and Living the Good Life“. Týden po svém vydání získala kniha prvenství v žebříčku bestsellerů, který vydává Wall Street Journal.
Čtyřhodinový šéfkuchař není jen kniha o vaření, protože jak zdůrazňuje sám autor, abyste se naučili vařit, musíte se napřed naučit učit. V knize proto představuje metodu učení Meta (Meta-Learning). Ve chvíli, kdy se naučíte učit se, můžete se snadno naučit cokoli: vařit, mluvit cizí řečí nebo přežít v divočině. S každým receptem se v této kuchařce naučíte i určitou dovednost. Kniha obsahuje řadu tipů, které se netýkají přímo domácí kuchyně, ale například v kapitole o divočině autor ukazuje, jak si ulovit večeři.
V České republice vydalo knihu nakladatelství Jan Melvil Publishing v roce 2013.

## Nástroje titánů
Kniha „Nástroje titánů: Návyky a taktiky výjimečných osobností, miliardářů a světových ikon“ je zatím poslední kniha Timothyho Ferrisse, která vyšla česky. V originále nese název „Tools of Titans“ a v roce 2016 ji vydalo Houghton Mifflin Harcourt. Kniha se záhy vyšplhala na přední místo žebříčku nejlépe prodávaných knih podle New York Times (New York Times Bestseller list).
Publikace vznikla na základě podcastů, které autor pořídil pro svoji Tim Ferriss Show, ve které vyzpovídal víc než 200 světových osobností. „Byli to hosté od celebrit (Jamie Foxx, Arnold Swarzenegger a dalších) přes atlety, biochemiky pohybující se na černém trhu až po legendární velitele speciálních operací. Pro mnoho z těchto hostů to bylo poprvé v jejich kariéře, co souhlasili s dvou- až tříhodinovým rozhovorem. I díky tomu můj podcast překročil hranici více než 100 milionů stažení.“
V knize autor zaznamenal nástroje, postupy a „vnitřní hry“, které jinde nenajdete. Kniha je podle autora samotného osobním zápisníkem efektivních nástrojů, které mu změnily život.
Kniha vyšla česky v roce 2017 a vydalo ji nakladatelství Jan Melvil Publishing.